# Чемпионат России по современному пятиборью среди женщин 2018
XXVI чемпионат России по современному пятиборью среди женщин проходил в городе Москва 27-31 июля 2018 года. Соревнования прошли на базе «Северный». Медали разыгрывались в личном и командном первенстве. Всего на старт вышли 29 спортсменок, представлявшие 6 регионов и городов России. В командном первенстве за медали боролись 6 сборных.
В программу соревнований были внесены изменения: последним видом был сделан конкур. На верховую езду были допущено 18 спортсменок.
Чемпионкой России 2017 года стала Ульяна Баташова (Московская область).

## Личное первенство
| Дисциплина        | Золото                                      | Серебро                              | Бронза                     |
| Личное первенство | Баташова Ульяна · Московская область · 1398 | Хураськина Екатерина · Москва · 1367 | Буряк Анна · Москва · 1352 |

- Личное первенство. Итоговые результаты.

| Место | Спортсмен            | Город, Республика                                     | Разряд | Плавание    | Фехтование | Комбайн      | Конкур | Сумма |
| 1.    | Баташова Ульяна      | Московская область                                    | МСМК   | 2.12,31/286 | 266        | 12.23,00/557 | 289    | 1398  |
| 2.    | Хураськина Екатерина | Москва                                                | ЗМС    | 2.29,30/252 | 274        | 12.28,00/552 | 279    | 1357  |
| 3.    | Буряк Анна           | Москва                                                | МСМК   | 2.14,42/252 | 234        | 12.43,00/537 | 299    | 1352  |
| 4.    | Тебекина Людмила     | Нижний Новгород                                       | МСМК   | 2.08,79/293 | 234        | 12.42,00/538 | 259    | 1324  |
| 5.    | Гульназ Губайдуллина | Московская область- · Ямало-Ненецкий автономный округ | МСМК   | 2.06,44/296 | 226        | 12.19,00/561 | 224    | 1309  |
| 6.    | Васильева Анастасия  | Самарская область                                     | МС     | 2.36,97/237 | 186        | 11.55,00/585 | 300    | 1308  |
| 7.    | Лебедева Светлана    | Москва                                                | МСМК   | 2.12,41/281 | 250        | 13.06,00/514 | 256    | 1306  |
| 8.    | Вдовенко Екатерина   | Самарская область                                     | МСМК   | 2.19,27/272 | 242        | 13.20,00/500 | 286    | 1300  |
| 9.    | Ефимова Вероника     | Москва                                                | МС     | 2.21,95/267 | 234        | 12.52,00/528 | 286    | 1298  |
| 10.   | Лопаткина Дарья      | Ростовская область                                    | КМС    | 2.23,81/263 | 186        | 13.13,00/507 | 293    | 1249  |
| 11.   | Салтыкова Ирина      | Москва                                                | КМС    | 2.16,00/278 | 186        | 13.32,00/488 | 269    | 1221  |
| 12.   | Махинько Анна        | Москва                                                | КМС    | 2.18,30/274 | 178        | 13.22,00/498 | 264    | 1214  |

## Командное первенство
- Итоговые результаты.

| Место | Команда               | Имя, Фамилия                                                              | Сумма очков |
| ----- | --------------------- | ------------------------------------------------------------------------- | ----------- |
| 1     | Москва                | Ефимова Вероника Анна Буряк Лебедева Светлана Махинько Анна               | 3956        |
| 2     | Самарская область     | Екатерина Вдовенко Васильева Анастасия Карманчикова Ольга Утина Екатерина | 3627        |
| 3     | Московская область    | Гульназ Губайдуллина Баташова Ульяна Хрулева Вероника Астафьева Софья     | 3468        |
| 4     | Санкт-Петербург       | Анастасия Петрова Грибова Дарья Хамппу Мария Михайлова Юлия               | 3457        |
| 5     | Нижегородская область | Тебекина Людмила Анна Макеева Ненюхина Елена Петракова Анастасия          | 3059        |
| 6     | Ростовская область    | Попова Надежда Лопаткина Дарья                                            | 2106        |

## Чемпионат России — эстафеты
7-8 сентября 2018 года  Москва.
Соревнования проходили на площадках спортивной школы «Северный» Москомспорта.
*Женская эстафета. Победитель и призёры.
| Дисциплина         | Золото                                                               | Серебро                                                   | Бронза                                                |
| Эстафета. Женщины. | Самарская область-1 · Екатерина Вдовенко · Ольга Карманчикова · 1374 | Санкт-Петербург · Анастасия Петрова · Мария Хамппу · 1312 | Москва-1 · Элизабет Родригес · Ирина Салтыкова · 1275 |

* Смешанная эстафета. Победитель и призёры.
Соревнования начались с фехтования, где лучшими стали самарцы Артём Кабанов и Екатерина Вдовенко, опередившие москвичей Белоусова и Фахрутдинову на 12 очков. Плавание выиграли москвичи показали очень высокий результат — 1.53,53 (323 очка), после чего вышли на первое место, опережая самарцев на 9 баллов. В конкуре Фахрутдинова и Белоусов увеличили свое преимущество еще на 7 очков. А в лазер-ране отстояли первую строчку, финишировав на 18 секунд раньше своих ближайших соперников. Третьими завершили турнир петербуржцы Андрей Петров и Дарья Грибова.
| Дисциплина           | Золото                                                | Серебро                                                         | Бронза                                                  |
| Командное первенство | Москва-1 · Алисэ Фахрутдинова · Денис Белоусов · 1420 | Самарская область-2 · Артём Кабанов · Екатерина Вдовенко · 1402 | Санкт-Петербург-2 · Николай Дудко · Мария Хамппу · 1358 |